# Сосновский район (Челябинская область)
Сосно́вский райо́н — административно-территориальная единица (район) и одноимённое муниципальное образование (муниципальный район) в Челябинской области России.
Административный центр — село Долгодеревенское.

## География
Территория района 2 112 км². Район примыкает с запада и севера к областному центру городу Челябинску.
Территория равнинная, перепад высот не превышает 150 метров: Чишминские болота (186 м), долина реки Миасс в районе п. Высокого (313 м). Разнообразие полезных ископаемых невелико: пески, глины и граниты.
Из многочисленных озёр района пять популярны как места отдыха, на семи водоёмах ведётся промышленное зарыбление и свыше десяти служат охотничьими угодьями.
На территории района находится Харлушёвский государственный природный заказник.

## История
Сосновский район, образован в январе 1924 года под именем Челябинского. В июне 1930 года включён в состав города Челябинска, однако продолжал существовать как территориальная общность сельсоветов, подчинённых городскому совету. В марте 1934 года оргкомитет советов Челябинской области принял решение о выделении Челябинского района, уже через несколько дней был избран райисполком. 20 декабря 1934 года ВЦИК РСФСР утвердил решение оргкомитета, но с существенной поправкой: административный центр переносился из города Челябинска в посёлок Сосновка, район переименовывался в Сосновский. В январе 1935 года было проведено переименование Челябинского района в Сосновский. 18 февраля 1935 года районным центром стало село Долгая Деревня, однако ВЦИК РСФСР не согласился с инициативой президиума Челябинского облисполкома о переименовании района в Долго-Деревенский, Поэтому 9 июня 1935 года району возвращено прежнее название: Сосновский.
13 января 1941 года часть территории района была передана в новый Красноармейский район.
21 мая 1997 года был принят Устав муниципального образования Сосновский район.
31 января 2002 года был упразднен Томинский сельсовет.

## Население
| 2002    | 2005    | 2006    | 2007    | 2008    | 2009    | 2010    |
| ------- | ------- | ------- | ------- | ------- | ------- | ------- |
| 58 570  | ↘58 482 | ↘58 379 | ↘58 354 | ↗58 470 | ↗59 455 | ↗60 941 |
| 2011    | 2012    | 2013    | 2014    | 2015    | 2016    | 2017    |
| ↗61 063 | ↗62 335 | ↗63 276 | ↗64 384 | ↗65 867 | ↗67 670 | ↗70 148 |
| 2018    | 2019    | 2020    | 2021    | 2023    | 2025    |         |
| ↗71 708 | ↗74 959 | ↗79 055 | ↗85 038 | ↗88 372 | ↗96 489 |         |

Население многонационально. Преобладающая часть: 76% — русские, 18 % сосновцев — башкиры. Башкиры проживают, в основном, в сёлах Туктубаевом, Архангельском и др, в деревнях Алишево, Альмеево, Мамаево, Большое Таскино, Смольное, Султаево, Чишме, Этимганово, Киржакуль и др, в посёлках Саккулово, Теченском, Высоком и др. В целом, башкиры проживают практически во всех населённых пунктах района. Татары также проживают практически во всех населённых пунктах района, нигде не составляя большинства. Здесь проживают представители славянских народов, народов Кавказа, а также татары, немцы и др. Из сложившихся национальных традиций можно отметить религиозные праздники христианского и мусульманского календарей. Администрация района активно содействовала открытию культовых учреждений. На сегодняшний день официально действуют две православных церкви, воскресная школа, четыре мечети, одно медресе.

## Территориальное устройство
Сосновский район как административно-территориальная единица области делится на 16 сельсоветов. Сосновский муниципальный район, в рамках организации местного самоуправления, включает 16 муниципальных образований со статусом сельских поселений:
| №  | Муниципальное образование           | Административный центр   | Количество населённых пунктов | Население (чел.) | Площадь (км²) |
| -- | ----------------------------------- | ------------------------ | ----------------------------- | ---------------- | ------------- |
| 1  | Алишевское сельское поселение       | посёлок Трубный          | 5                             | ↗2595            | 197,54        |
| 2  | Архангельское сельское поселение    | село Архангельское       | 1                             | ↘800             | 51,82         |
| 3  | Вознесенское сельское поселение     | село Вознесенка          | 3                             | ↗2724            | 58,96         |
| 4  | Долгодеревенское сельское поселение | село Долгодеревенское    | 6                             | ↗13 409          | 218,14        |
| 5  | Есаульское сельское поселение       | посёлок Есаульский       | 1                             | ↗2823            | 13,33         |
| 6  | Краснопольское сельское поселение   | посёлок Красное Поле     | 5                             | ↗5934            | 67,14         |
| 7  | Кременкульское сельское поселение   | село Кременкуль          | 13                            | ↗24 889          | 322,58        |
| 8  | Мирненское сельское поселение       | посёлок Мирный           | 7                             | ↗4415            | 172,21        |
| 9  | Сельское поселение Новый Кременкуль | посёлок Новый Кременкуль | 1                             | ↘141             | 2,10          |
| 10 | Полетаевское сельское поселение     | посёлок Полетаево        | 12                            | ↘10 739          | 246,74        |
| 11 | Рощинское сельское поселение        | посёлок Рощино           | 3                             | ↗13 265          | 50,12         |
| 12 | Саккуловское сельское поселение     | посёлок Саккулово        | 7                             | ↘3918            | 288,08        |
| 13 | Саргазинское сельское поселение     | посёлок Саргазы          | 6                             | ↗4160            | 65,92         |
| 14 | Солнечное сельское поселение        | посёлок Солнечный        | 4                             | ↗1977            | 38,85         |
| 15 | Теченское сельское поселение        | посёлок Теченский        | 2                             | ↗1395            | 95,93         |
| 16 | Томинское сельское поселение        | посёлок Томинский        | 4                             | ↘1330            | 181,92        |

### Населённые пункты
В Сосновском районе 81 населённый пункт.
| №  | Населённый пункт        | Тип              | Население | Муниципальное образование           |
| -- | ----------------------- | ---------------- | --------- | ----------------------------------- |
| 1  | Алишева                 | деревня          | ↗292      | Алишевское сельское поселение       |
| 2  | Альмеева                | деревня          | ↗220      | Кременкульское сельское поселение   |
| 3  | Архангельское           | село             | ↘800      | Архангельское сельское поселение    |
| 4  | Биргильда               | посёлок ж/д ст.  | ↗272      | Полетаевское сельское поселение     |
| 5  | Большие Харлуши         | село             | ↗446      | Кременкульское сельское поселение   |
| 6  | Большое Баландино       | село             | ↘811      | Долгодеревенское сельское поселение |
| 7  | Большое Таскино         | деревня          | ↘283      | Саккуловское сельское поселение     |
| 8  | Бутаки                  | деревня          | ↘1016     | Полетаевское сельское поселение     |
| 9  | Бухарино                | деревня          | ↘96       | Мирненское сельское поселение       |
| 10 | Вавиловец               | посёлок          | 162       | Кременкульское сельское поселение   |
| 11 | Верхние Малюки          | деревня          | ↗210      | Полетаевское сельское поселение     |
| 12 | Витаминный              | посёлок          | ↘335      | Полетаевское сельское поселение     |
| 13 | Вознесенка              | село             | ↗1170     | Вознесенское сельское поселение     |
| 14 | Высокий                 | посёлок          | ↘207      | Полетаевское сельское поселение     |
| 15 | Глинка                  | деревня          | ↗28       | Вознесенское сельское поселение     |
| 16 | Долгодеревенское        | село             | ↗9407     | Долгодеревенское сельское поселение |
| 17 | Есаульский              | посёлок          | ↗2823     | Есаульское сельское поселение       |
| 18 | Заварухино              | деревня          | ↗157      | Краснопольское сельское поселение   |
| 19 | Западный                | посёлок          | ↗7916     | Кременкульское сельское поселение   |
| 20 | Казанцево               | деревня          | ↗4264     | Рощинское сельское поселение        |
| 21 | Кайгородово             | село             | ↘287      | Алишевское сельское поселение       |
| 22 | Касарги                 | деревня          | ↘707      | Мирненское сельское поселение       |
| 23 | Касарги                 | посёлок ж/д рзд. | →25       | Мирненское сельское поселение       |
| 24 | Киржакуль               | деревня          | ↘375      | Теченское сельское поселение        |
| 25 | Кисегачинский           | посёлок          | ↘98       | Мирненское сельское поселение       |
| 26 | Ключевка                | деревня          | ↗502      | Долгодеревенское сельское поселение |
| 27 | Ключи                   | деревня          | ↘162      | Краснопольское сельское поселение   |
| 28 | Костыли                 | деревня          | ↗28       | Кременкульское сельское поселение   |
| 29 | Красное Поле            | посёлок          | ↗3500     | Краснопольское сельское поселение   |
| 30 | Кременкуль              | село             | ↗3689     | Кременкульское сельское поселение   |
| 31 | Ленинский               | посёлок          | ↗274      | Полетаевское сельское поселение     |
| 32 | Малая Сосновка          | посёлок          | ↘198      | Саргазинское сельское поселение     |
| 33 | Малиновка               | деревня          | ↗488      | Кременкульское сельское поселение   |
| 34 | Малышево                | деревня          | ↗23       | Кременкульское сельское поселение   |
| 35 | Мамаева                 | деревня          | ↗475      | Кременкульское сельское поселение   |
| 36 | Медиак                  | деревня          | ↗259      | Мирненское сельское поселение       |
| 37 | Мирный                  | посёлок          | ↘2084     | Мирненское сельское поселение       |
| 38 | Мичурино                | деревня          | ↘287      | Томинское сельское поселение        |
| 39 | Моховички               | деревня          | ↗267      | Краснопольское сельское поселение   |
| 40 | Нагорный                | посёлок          | ↘343      | Солнечное сельское поселение        |
| 41 | Новое Поле              | деревня          | ↗1230     | Рощинское сельское поселение        |
| 42 | Новотроицкий            | посёлок          | ↘139      | Полетаевское сельское поселение     |
| 43 | Новый Кременкуль        | посёлок          | ↘141      | сельское поселение Новый Кременкуль |
| 44 | Осиновка                | деревня          | ↗36       | Кременкульское сельское поселение   |
| 45 | Полевой                 | посёлок          | ↗1367     | Вознесенское сельское поселение     |
| 46 | Полетаево               | посёлок          | ↗6608     | Полетаевское сельское поселение     |
| 47 | Полетаево I-е           | село             | ↘366      | Полетаевское сельское поселение     |
| 48 | Полетаево II-е          | деревня          | ↗274      | Полетаевское сельское поселение     |
| 49 | Полетаево II-е          | посёлок ж/д рзд. | ↘246      | Полетаевское сельское поселение     |
| 50 | Полина                  | посёлок          |           | Томинское сельское поселение        |
| 51 | Полянный                | посёлок          | ↗186      | Солнечное сельское поселение        |
| 52 | Пригородный             | посёлок          |           | Кременкульское сельское поселение   |
| 53 | Прохорово               | деревня          | ↗387      | Долгодеревенское сельское поселение |
| 54 | Прудный                 | посёлок          | ↗376      | Краснопольское сельское поселение   |
| 55 | Рощино                  | посёлок          | ↗7394     | Рощинское сельское поселение        |
| 56 | Сагаусты                | посёлок          | ↗107      | Солнечное сельское поселение        |
| 57 | Садовый                 | посёлок          | ↗821      | Кременкульское сельское поселение   |
| 58 | Саккулово               | посёлок          | ↗1856     | Саккуловское сельское поселение     |
| 59 | Саргазы                 | посёлок          | ↗1827     | Саргазинское сельское поселение     |
| 60 | Северный                | посёлок          | ↗451      | Кременкульское сельское поселение   |
| 61 | Серозак                 | посёлок ж/д ст.  | ↗65       | Саргазинское сельское поселение     |
| 62 | Смолино                 | посёлок ж/д ст.  | ↗1298     | Саргазинское сельское поселение     |
| 63 | Смольное                | деревня          | ↘406      | Саккуловское сельское поселение     |
| 64 | Солнечный               | посёлок          | ↗1104     | Солнечное сельское поселение        |
| 65 | Султаева                | деревня          | ↗621      | Саккуловское сельское поселение     |
| 66 | Таловка                 | деревня          | ↗229      | Саргазинское сельское поселение     |
| 67 | Терема                  | посёлок          |           | Кременкульское сельское поселение   |
| 68 | Теченский               | посёлок          | ↗901      | Теченское сельское поселение        |
| 69 | Томино                  | посёлок ж/д рзд. | ↘84       | Томинское сельское поселение        |
| 70 | Томинский               | посёлок          | ↘1217     | Томинское сельское поселение        |
| 71 | Трифоново               | деревня          | ↘19       | Алишевское сельское поселение       |
| 72 | Трубный                 | посёлок          | ↗958      | Алишевское сельское поселение       |
| 73 | Туктубаево              | село             | ↗763      | Алишевское сельское поселение       |
| 74 | Ужевка                  | деревня          | ↗446      | Мирненское сельское поселение       |
| 75 | Урефты                  | деревня          | ↘87       | Долгодеревенское сельское поселение |
| 76 | Чипышево                | село             | ↗454      | Полетаевское сельское поселение     |
| 77 | Чишма                   | деревня          | ↘337      | Саккуловское сельское поселение     |
| 78 | Шигаево                 | деревня          | ↘673      | Долгодеревенское сельское поселение |
| 79 | Шимаковка               | деревня          | ↘165      | Саккуловское сельское поселение     |
| 80 | Этимганова              | деревня          | ↗194      | Саккуловское сельское поселение     |
| 81 | Южно-Челябинский Прииск | посёлок          | ↗79       | Саргазинское сельское поселение     |

В 2014 году получил официальный статус населённого пункта посёлок Полина, он включён в состав Томинского сельского поселения.
Также, в 2014 году присвоено название вновь возникшему населённому пункту посёлку Терема, он включён в состав Кременкульского сельского поселения.
10 марта 2020 года присвоено название вновь возникшему населённому пункту посёлку Пригородному, он включён в состав Кременкульского сельского поселения, ранее предполагалось название Ласковый.
Деревня Томино упразднена в 2023 году

## Экономика
Площадь сельхозугодий 1259 тысяч гектаров. Земли лесного фонда составляют 56,3 тысяч гектаров
Экономика района в настоящее время развивается, в основном, в двух направлениях: промышленное производство (ПАО «Макфа», МГ ЧЛПУ «Уралтрансгаз», РСП-15) и сельское хозяйство (ООО «Равис», фермерские хозяйства, СПК «Россия» и другие). Наряду с традиционными предприятиями на территории открыт ряд новых производств: выпускают продукцию заводы «Минплита» и «Технополис», популярны на Южном Урале минеральные и питьевые воды «Полетаевская» и «Люкс-вода», пользуется спросом камень ООО «Гранит-сервис». Роль малого бизнеса экономически невелика, но эти предприятия имеют социальную значимость. Благодаря им решаются вопросы транспортного сообщения между населёнными пунктами (Сосновское АТМ-М), осуществляется переработка сельхозпродукции (ООО «Лазурный», ООО «Продсервис», ХК «Тандем» и др.), ведётся управление жилищным и муниципальным фондами (ООО «Сосновскжилкомхоз»), а также оказываются различные услуги населению.
На территории района имеется Томинское месторождение медно-порфировых руд, одно из крупнейших в мире, на месторождении строится Томинский горно-обогатительный комбинат — крупнейший на постсоветском пространстве.
Внимание инвесторов-строителей привлекают пригородные территории: Таловская площадка, с. Долгодеревенское, Краснопольская и Кременкульская площадки. С 2000 года начато привлечение частного капитала в сельскохозяйственные предприятия.
В формировании местного бюджета преобладают налоговые поступления промышленных предприятий. В тоже время роль общественного производства остаётся по-прежнему высокой: 9 из 13 хозяйств являются градообразующими.

## Общество
В районе действуют 64 образовательных и 45 медицинских учреждений, комплексный центр помощи населению, 49 учреждений культуры. В течение трех последних лет введены в эксплуатацию три новые школы. На территории ЛПУ МГ работает хорошо оборудованный ведомственный ФОК.
Близость к областному центру, 38 садоводческих товариществ, множество небольших лесных массивов, наличие пресных и соленых озёр, условия для охоты и рыбалки традиционно привлекают гостей в Сосновский район. При неразвитой, в целом, туристической инфраструктуре, побережья озёр изобилуют базами отдыха, положено начало созданию комфортных условий на платных пляжах, зарыбляются водоёмы, центром экологического туризма стало КФХ «Уральский страус».
Туристический потенциал территории значителен, интерес могут представлять археологические открытия — стоянки бронзового века на озёрах Касарги, Киржакуль, древнее городище возле д. Большое Баландино, экологически чистая долина реки Миасса районе Харлушёвского заказника, мраморные каскады Прохоровского рудника, лыжные трассы ст. Полетаево-1 и п. Рощино, многое другое.
В ближайшее десятилетие на территории Сосновского района прогнозируется всплеск в жилищном и дорожном строительстве, развитии сферы услуг и формировании сети местного транспортного сообщения. Неизбежен рост интереса к пригородным землям со стороны частных застройщиков.

## Радиоактивное загрязнение
Сосновский район на севере пересекает река Теча, загрязнённая радиоактивными отходами, сбрасываемыми ПО «Маяк». Районный центр от реки находится на безопасном расстоянии. На берегах реки радиоактивный фон превышен многократно.